# Larat
Larat is een eiland in de Arafurazee, behorend tot de Tanimbareilanden in de Molukken. Het eiland ligt ten noordoosten van het grotere eiland Yamdena en geldt als een van de meer afgelegen gebieden van zowel Indonesië als de Molukken. Larat wordt gekenmerkt door steile kliffen, een ruige kustlijn en dichte vegetatie langs de randen van het eiland.

## Samenleving
Het eiland heeft zeven dorpen, namelijk Ridol, Ritabel, Watidal, Kaliobar, Kelaan, West Lamdesar en Oost Lamdesar. De mensen in de dorpen op Larat leven van tuinbouw, jagen, verzamelen en vissen in de zee. Ze bezitten een aantal lokale wijsheden. Bij tuinieren, bijvoorbeeld, beheren de mensen op Larat tuinen die zijn verdeeld in drie periodes: tnemun, lawlowar en tual. Wat betreft de visserij heeft de bevolking van Larat ook lokale kennis over de indeling van zeegebieden op basis van diepte, soorten zeevis, enzovoort.
De Larat-gemeenschap spreekt over het algemeen Fordata. Deze taal wordt ook gesproken op het eiland Fordata zelf en op de Molu Maru-eilanden. Fordata behoort tot de Austronesische taalfamilie. In de Fordata-taal zijn er ook twee soorten dialecten, namelijk het Noordelijke dialect en het Seira-dialect. De inwoners van Larat gebruiken voornamelijk het Noordelijke dialect.
Een van de meest voorkomende achternamen op Larat is de naam Jaflaum, deze komt ook voor als Jaflaun. Andere veel voorkomende achternamen zijn Falaksoroe, Sabono en Labobar.

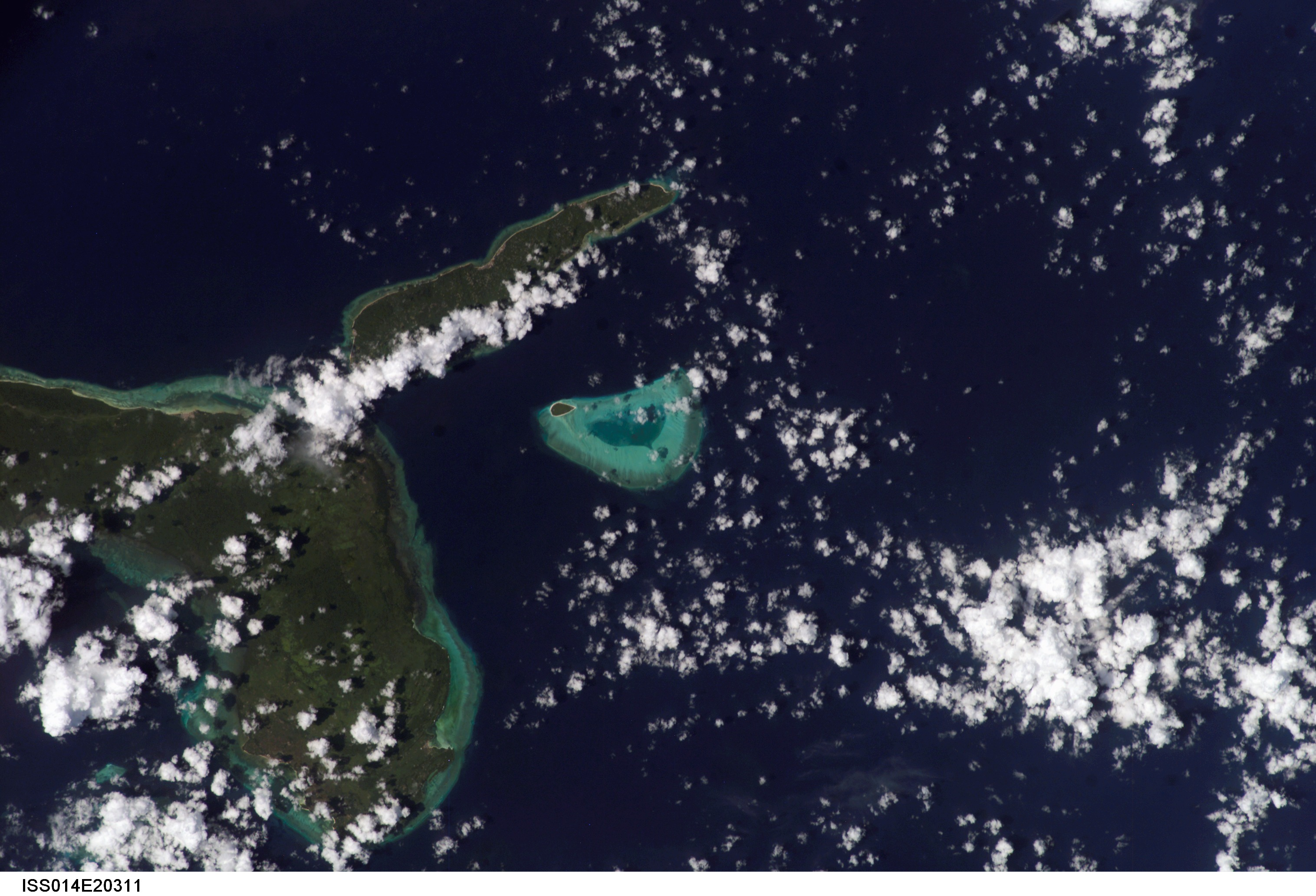
Satellietfoto Larat van bovenaf ISS-Expeditie 14
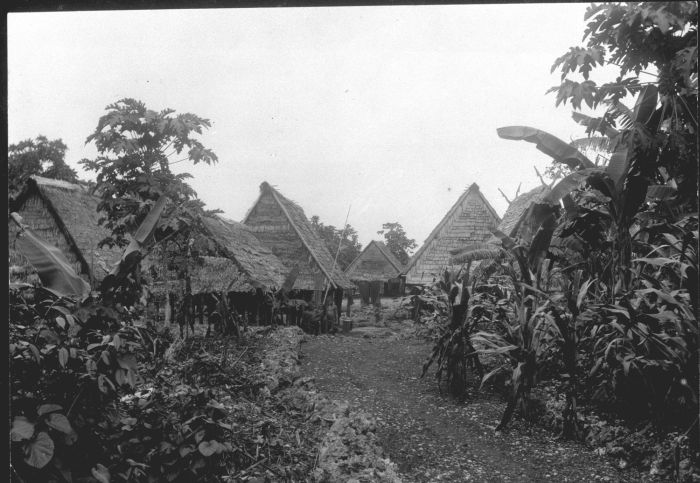
Kampong in Larat (circa 1915)